# Sankt Leonhard im Pitztal

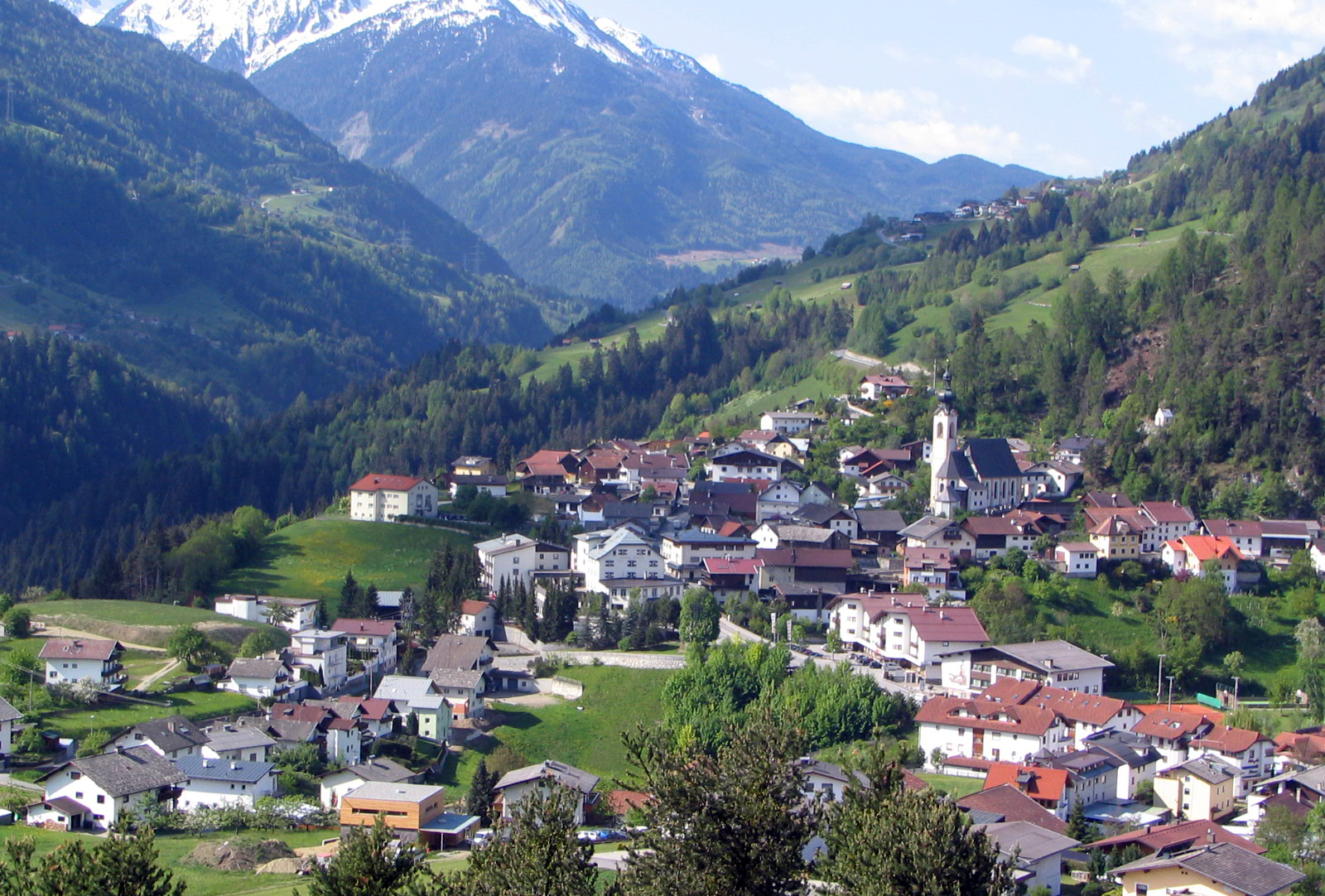
Panorama della valle di Pitztal, vista da Arzl im Pitztal, nel Tirolo austriaco

Sankt Leonhard im Pitztal (fino al 1935 Pitzthal) è un comune austriaco di 1 393 abitanti nel distretto di Imst, in Tirolo. Stazione sciistica, ha ospitato tra l'altro i Campionati austriaci di sci alpino nel 1994, nel 1997, nel 2005, nel 2013 e nel 2016.
Pitztal si trova a sud della valle dell'Alta Inntal, a est della valle Ötztal e a ovest della valle Kaunertal. È attraversata dal fiume Pitel che, all'altezza di 2 232 metri, sfocia nel lago Rifflsee. Con una portata media di 2,7 metri cubi d'acqua al secondo, nel suo punto più alto origina le cascate di Gries.
L'economia della valle è basata sull'agricoltura e sul turismo. Una delle sue principali attrazioni è la funicolare sotterranea, che collega Mittelberg (a 1 736 metri s.l.m.) al monte Mittelbergferner (a 3570 m). I centri abitati più importanti sono: Wenns (a 962 m), Sankt Leonhard im Pitztal (a 1366 m) e Arzl im Pitztal (a 880 m).